# Butanol
Butanol o alcohol butil es pot referir a qualsevol dels quatre isòmers de l'alcohol de fórmula C₄H9OH:
- n-Butanol, butano-1-ol, 1-butanol, n-butil alcohol;
- Isobutanol, 2-metilpropano-1-ol, isobutil alcohol;
- sec-Butanol, butano-2-ol, 2-butanol, sec-butil alcohol;
- tert-Butanol, 2-metilpropano-2-ol, tert-butil alcohol.

Es pot referir també a l'agrobutanol, un combustible alternatiu a la gasolina.
| n-butanol | Isobutanol | sec-butanol | tert-butanol |
| n-butanol | isobutanol | sec-butanol | tert-butanol |